# Христо Нусев
Христо Калинов Нусев е български революционер, войвода на Вътрешната македоно-одринска революционна организация.

## Биография
Христо Калинов Нусев е роден във воденското село Пожарско, тогава в Османската империя, днес Лутраки, Гърция. Влиза във ВМОРО в 1901 година. В 1904 година е войвода на пожарската чета. В 1909 година завършва семинария в Цариград. При избухването на Балканската война в 1912 година е в четата на Евстатий Шкорнов. След войната е пунктов началник на ВМОРО в Кочани, а от 1915 година - в Петрич. След Първата световна война се установява със семейството си във Варна. Почива през 1952 г.